# 政治研究会
政治研究会（せいじけんきゅうかい）とは、1923年（大正12年）の暮れに青野季吉、市川房枝、賀川豊彦、鈴木茂三郎、片山哲らが、当初「日本政治研究会」として創立した団体。
「無産階級の立場から政治、外交、財政、経済、教育、産業、労働、社会の諸問題を調査研究し、大衆の政治的組織を促進し、日本社会の改造を期する」ことを目的とした。翌1924年6月に「政治研究会」と改称して創立総会を開き、無産政党の組織に関する調査研究に取り組んだ。その中心的な人物は実質的な会長として切り盛りした島中雄三である。創立1年半後に、思想の相違から左右両派に分裂、脱会した島中や高橋亀吉らは安部磯雄、吉野作造らとともに独立労働協会を設立。この団体は労働総同盟とともに1926年に誕生した社会民衆党の母体となった。